# Калифорнийска аплизия
Калифорнийската аплизия (Aplysia californica), наричана също морски заек, е вид растителноядно морско коремоного мекотело от семейство Aplysiidae.

## Разпространение и местообитания
Видът е разпространен в източното крайбрежие на Тихи океан на север от крайните северни части на щата Калифорния и продължава на юг по цялото му протежение. В Мексико заобикаля изцяло полуостров Калифорния и завършва в южните части на Калифорнийския залив. Местообитанията на вида са свързани с наличието на гъста морска растителност, която се консумира от охлювите. По-младите индивиди живеят в по-дълбоки води, където са родени, а възрастните предпочитат плитки, закътани приливни места.

## Описание
Aplysia californica е един от най-едрите видове охлюви обитаващи днес Земята. Единствено родственият вид Aplysia vaccaria е по-голям от него. Размерите на тялото при възрастните организми са в порядъка на 41 cm дължина (максимум 75 cm) и височина от 20 cm. Тежат до 7 kg. Притежават добре развита радула, с която поемат растителната храна. Видът на водораслите, които консумират са и причина за различното оцветяване на тялото, което варира от червеникаво, кафеникаво или зеленикаво с бели или тъмни кръгове и линии.

## Размножаване
Видът е хермафродитен. Размножаването се извършва през лятото при температура на водата 17 °C. След чифтосването индивидите снасят яйца в дълбоки и тихи части на местообитанията си.

## Поведение
Aplysia californica живее предимно спокоен живот като пълзи по дъното на плитките води и се храни с водорасли. В случаи на опасност отделя секрет подобно на октоподите с цел да отблъсне атаки на нападатели. Обикновено цветът на секрета е виолетов, но варира според вида на водораслите, които консумира.